# Касапница
„Касапница“ (на английски: Carnage) е трагикомичен филм от 2011 г. на режисьора Роман Полански. Сценарият, написан от Полански и Ясмина Реза, е базиран на пиесата „Божествата на касапите“ (на френски: Le Dieu du carnage) на Реза. Премиерата на филма е на 1 септември 2011 г. в рамките на кинофестивала във Венеция, а в България е показан по време на Sofia Independent Film Festival през 2012 г.

## Сюжет
Сюжетът е развит около срещата на две семейни двойки след сбиване между децата им. Главните роли се изпълняват от Джоди Фостър, Кейт Уинслет, Кристоф Валц, Джон Рейли.

## Награди и номинации
| Категория                               | Номиниран                         | Резултат                          |
| Златен глобус (15 януари 2012 г.)       | Златен глобус (15 януари 2012 г.) | Златен глобус (15 януари 2012 г.) |
| --------------------------------------- | --------------------------------- | --------------------------------- |
| Най-добра актриса в мюзикъл или комедия | Джоди Фостър                      | номинация                         |
| Най-добра актриса в мюзикъл или комедия | Кейт Уинслет                      | номинация                         |
| Сателит (18 декември 2011 г.)           |                                   |                                   |
| Най-добър актьор в поддържаща роля      | Кристоф Валц                      | номинация                         |
| Най-добра актриса в поддържаща роля     | Кейт Уинслет                      | номинация                         |